# Follikelstimulierendes Hormon
Das follikelstimulierende Hormon (FSH), auch Follitropin, ist ein Sexualhormon (Gonadotropin) aus der Gruppe der Glykoproteine, das bei beiden Geschlechtern in bestimmten Zellen des Vorderlappens der Hypophyse (Adenohypophyse) gebildet wird.

## Wirkung
FSH bewirkt bei der Frau im Eierstock (Ovar) die Reifung von Eibläschen (Follikelwachstum) bis hin zum reifen Ei und zum Eisprung und regt beim Mann die Spermienbildung (Spermatogenese) an. Die Ausschüttung des FSH wird durch das zugehörige Freisetzungshormon Gonadotropin-Releasing-Hormon (GnRH) geregelt. Mutationen im FSHB-Gen können zu einem seltenen erblichem FSH-Mangel und dieser als Folge zu Unfruchtbarkeit führen.
Bei der Frau wird insbesondere in den ersten 14 Tagen des Zyklus körpereigenes Follitropin ausgeschüttet. Ein weiteres Hormon, das bei beiden Geschlechtern zur Reifung der Geschlechtszellen auch benötigt wird, ist das luteinisierende Hormon (LH, Lutropin).

## Struktur
Das Glykoprotein FSH besteht aus zwei Untereinheiten, der α-Untereinheit (α-FSH) mit 92 Aminosäuren und der β-Untereinheit (β-FSH) mit 111 Aminosäuren. Die β-Untereinheit ist spezifisch für das FSH. Die α-Untereinheit kommt dagegen auch in weiteren Hormonen vor: etwa im humanen Choriongonadotropin (hCG), luteinisierenden Hormon (LH) und Thyreotropin (TSH).

## Genetik
Das CGA-Gen das für die Glykoproteinhormon-Untereinheit A kodiert befindet sich beim Menschen auf Chromosom 6 Genlocus q14.3. Das für die β-Untereinheit kodierende FSHB-Gen ist dagegen auf Chromosom 11 Genlocus 14.1.

## Therapeutische Verwendung
Aufgrund der anregenden Wirkung auf die Reifung der Keimzellen (Spermien und Eizellen) wird Follitropin zur Erhöhung der Fruchtbarkeit eingesetzt.

### Humanmedizin
Die häufigste Anwendung geschieht bei Frauen mit unerfülltem Kinderwunsch, die eine hormonelle Unterstützung benötigen oder sich einer In-vitro-Fertilisation (IVF) unterziehen. Zur Behandlung wird natürliches, aus dem Urin von Frauen in der Postmenopause gewonnenes Follitropin (Urofollitropin, uFSH), oder aber rekombinant hergestelltes humanes Follitropin (rFSH) wie Follitropin alfa oder Follitropin beta (INN) verwendet, das aus CHO-Zellen gewonnen wird. Die Gabe von follikelstimulierenden Hormonen (FSH) in der ersten Hälfte des Menstruationszyklus erhöht die FSH-Konzentration im Körper. rFSH gleicht in Struktur und Wirkung dem körpereigenen menschlichen Follitropin und stimuliert wie dieses bei der Frau die Entwicklung der Eibläschen für den Follikelsprung in den Eierstöcken, so dass die Wahrscheinlichkeit für einen Eisprung und damit für eine Schwangerschaft erhöht wird. Bei Männern, bei denen eine hormonelle Unterfunktion der Keimdrüsen besteht (hypogonadotroper Hypogonadismus), steigert rFSH die Spermatogenese.
Wird im Rahmen einer In-vitro-Fertilisation (IVF) die Befruchtung der Eizelle außerhalb des Körpers vorgenommen, werden in der Regel höhere Mengen an Follikel stimulierendem Hormon (FSH) verabreicht, so dass mehrere Follikel heranreifen. Die Eizellen werden dann durch einen mikrochirurgischen Eingriff entnommen.
Die therapeutische Anwendung erfolgt durch subkutane oder intramuskuläre Injektion.
| α-Untereinheit: APDVQDCPEC TLQENPFFSQ PGAPILQCMG CCFSRAYPTP 040 LRSKKTMLVQ KNVTSESTCC VAKSYNRVTV MGGFKVENHT 080 ACHCSTCYYH KS 092 β-Untereinheit: NSCELTNITI AIEKEECRFC ISINTTWCAG YCYTRDLVYK 040' DPARPKIQKT CTFKELVYET VRVPGCAHHA DSLYTYPVAT 080' QCHCGKCDSD STDCTVRGLG PSYCSFGEMK E 111' Disulfidbrücken: 7-31, 10-60, 28-82, 32-84, 59-87, 3'-51', 17'-66', 20'-104', 28'-82', 32'-84', 87'-94 Gycolisierungspositionen (N): Asn-52, Asn-78, Asn-7', Asn-24' |

### Tiermedizin
Vom Schwein gewonnenes Follitropin findet in der Fruchtbarkeitsbehandlung von Färsen und Kühen Anwendung.

### Handelsnamen
Monopräparate
- Urofollitropin: Bravelle (D)
- Follitropin alfa: Gonal-f (EU, CH), Ovaleap, (EU), Bemfola (EU)
- Follitropin beta: Fertavid (EU), Puregon (EU, CH)
- Follitropin delta: Rekovelle (EU)
- Porcines pituitäres Follitropin: Folltropin (Tiermedizin)

Kombinationspräparate
- Kombination aus Follitropin alfa mit Lutropin alfa: Pergoveris (EU, CH)
- Kombination aus porcinem Follitropin mit Lutropin: Pluset (Tiermedizin)